# Hoorngoean
De hoorngoean (Oreophasis derbianus) is een vogel uit de familie sjakohoenders en hokko's (Cracidae). De wetenschappelijke naam van de soort is voor het eerst geldig gepubliceerd in 1844 door Gray. Het is een bedreigde vogelsoort uit Mexico en Guatemala.

## Kenmerken
Dit hoen is 84 cm lang. Het is een onmiskenbare, grote vogel die van boven zwart is met een blauwe glans. De hals, borst en bovenste stuk van de buik zijn wit met zwarte streepjes. De flanken en de onderbuik zijn bruin gekleurd. De staart is zwart met een witte band. Op de kop is een hoornvormig, roodgekleurd stuk naakte huid en een kleine rode halskwab. Het oog is wit, de snavel is geel en de poten zijn rood.

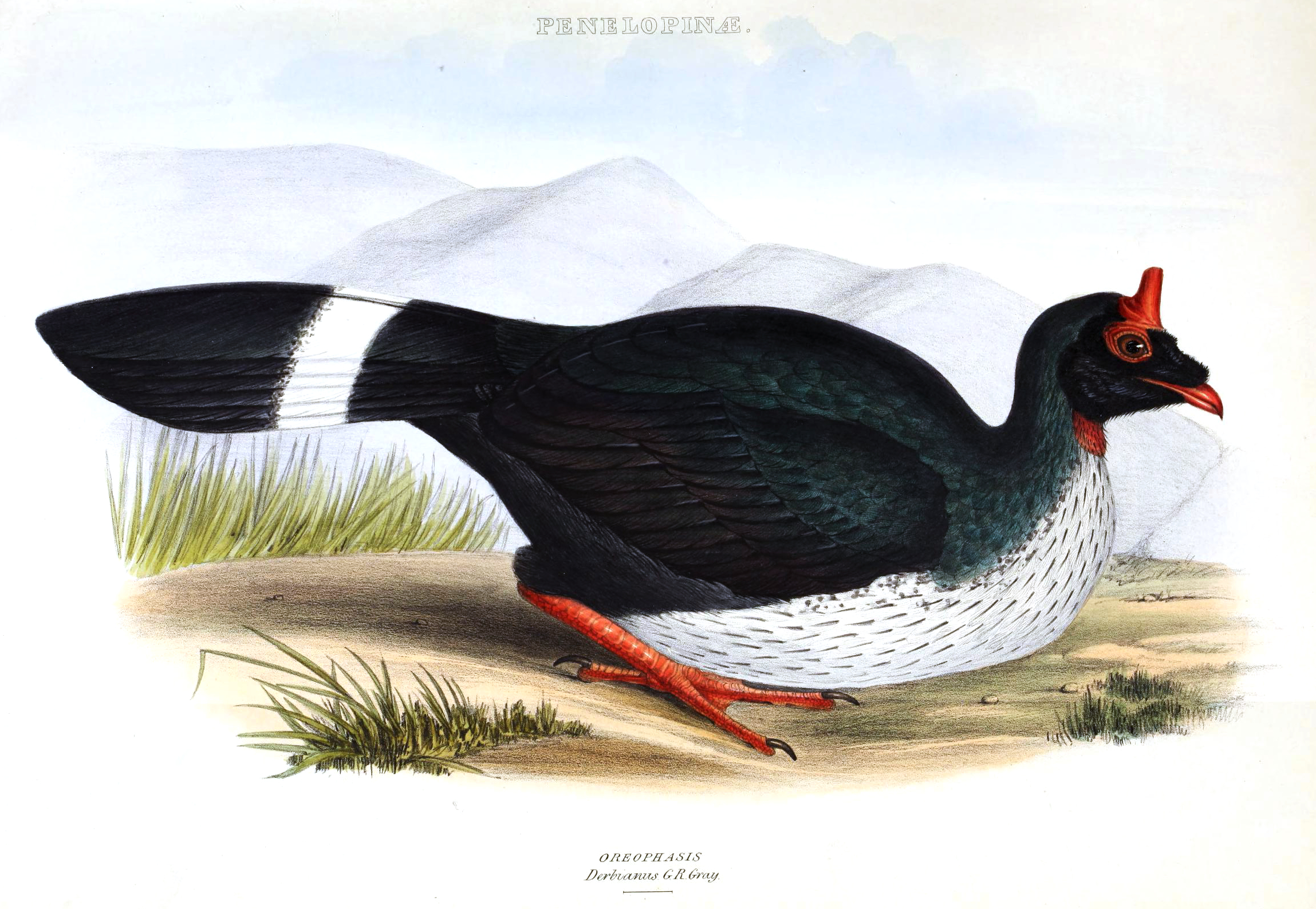
Illustratie uit 1849 van de hoorngoean

## Voorkomen
De soort komt voor in de Sierra Madre van Chiapas een gebergte in het grensgebied tussen  Mexico en Guatemala. Het leefgebied is het nevelwoud op hoogten tussen ongeveer de 1200 en 2700 m boven zeeniveau.

## Status
De hoorngoean heeft een beperkt verspreidingsgebied en daardoor is de kans op uitsterven aanwezig. De grootte van de populatie werd op grond van spaarzame waarnemingen waarvan de laatst gepubliceerde in 2010, geschat op 600 tot 900 volwassen individuen en de populatie-aantallen nemen af door habitatverlies. Het leefgebied wordt aangetast door ontbossing waarbij natuurlijk bos wordt gekapt voor brandhout en de bodem wordt omgezet in gebied voor agrarisch gebruik. Om deze redenen staat deze soort als bedreigd op de Rode Lijst van de IUCN.